# Das Geheimnis der Stasis-Box
Das Geheimnis der Stasis-Box (Originaltitel: The Slaver Weapon) ist die 14. Episode der ersten Staffel der Science-Fiction-Zeichentrickserie Die Enterprise. Sie wurde in englischer Sprache erstmals am 15. Dezember 1973 bei NBC ausgestrahlt. In Deutschland wurde sie bei der Erstausstrahlung der Serie 1976 im ZDF ausgelassen. Eine deutsche Synchronfassung erschien erstmals 1994 auf VHS. Die erste Fernsehausstrahlung erfolgte am 27. September 2016 auf Tele 5.

## Handlung
Im Jahr 2269 bei Sternzeit 4187.3 ist die Copernicus, ein Shuttle der Enterprise, unterwegs zur Sternenbasis 25. Der erste Offizier Spock, Steuermann Sulu und Kommunikationsoffizierin Uhura sollen dort eine sogenannte Stasisbox abliefern. Es handelt sich um einen extrem seltenen archäologischen Fund, der auf dem Planeten Kzin gemacht wurde. Diese Boxen wurden von dem Volk der Slaver gefertigt, das vor einer Milliarde Jahren die gesamte Galaxie beherrschte. Als sich ein anderes Volk gegen diese Herrschaft erhob, wurde alles damals existierende intelligente Leben ausgelöscht.
Als die Copernicus das Beta-Lyrae-Sternensystem passiert, beginnt die Stasisbox plötzlich zu leuchten. Spock hält dies für ein Zeichen, dass sich in diesem System eine weitere Box befindet, denn Stasisboxen können nur durch eine andere Stasisbox detektiert werden. Das Shuttle landet auf einem Eisplaneten und die Besatzung stellt fest, dass das empfangene Signal aus einer Tiefe von 30 Metern kommt. Doch als Sulu damit beginnen will, das Eis zu schmelzen, tauchen mehrere Kzinti auf. Sie nehmen Spock, Sulu und Uhura gefangen und bringen sie auf ihr Schiff. Spock ist nun klar, dass das Ganze nur eine Falle der Kzinti war, um an ihre Stasisbox zu kommen. Er erklärt Sulu zum Verhandlungsführer, denn Spock selbst ist als Halb-Vulkanier Vegetarier und die Kzinti als reine Fleischfresser würden ihn dafür verachten. Da bei den Kzinti nur die männlichen Individuen intelligent sind, nimmt Spock an, dass sie Uhura für ungefährlich halten. Sie soll sich daher zunächst ruhig verhalten, denn daraus könnte sich später ein Vorteil ergeben.
Als drei Kzinti eintreten, identifiziert Spock einen davon als Telepathen. Chuft-Captain, der Anführer, erklärt, dies hier sei ein Polizeischiff, das offiziell als gestohlen gilt. Die Kzinti-Regierung kann also im Zweifelsfall jede Verantwortung für die Geiselnahme abstreiten. Die Kzinti haben hier tatsächlich eine Stasisbox gefunden. Sie war aber leer, weshalb sie sie als Köder verwendeten, um an das Exemplar auf der Copernicus zu kommen. Sie hoffen, dass sich darin eine Waffe befindet, mit deren Hilfe sie zu den Herrschern der Galaxie werden können. Als sie die Box öffnen, finden sie darin tatsächlich ein Gerät, wissen aber nicht genau, wie sie es bedienen sollen. Sie verlassen das Schiff, um das Gerät an der Besatzung der Copernicus auszuprobieren. Es ändert mehrmals seine Form, doch keine davon (außer einer recht schwachen Laserpistole) ist als Waffe zu gebrauchen. Als das Gerät nach einem erneuten Formwechsel plötzlich einen Raketenantrieb bekommt, wird der Kzinti, der es in der Hand hält, durch die Luft geschleudert. Durch diese Ablenkung gelingt Uhura die Flucht, doch sie wird schnell wieder eingefangen. Nach einer weiteren Verwandlung zieht das Gerät die Energie des Kzinti-Schiffs ab. Nun können Spock, Sulu und Uhura entkommen. Spock gibt Chuft-Captain einen Tritt und entwendet ihm das Gerät. Durch den Tritt ist Chuft-Captains Ehre verletzt und er kann keine Hilfe anfordern, bevor er sich nicht persönlich an Spock gerächt hat. Uhura wird erneut gefangen, doch Spock und Sulu entkommen.
Spock und Sulu überlegen, was es mit dem Gerät auf sich hat. Da von seinen vielen Funktionen kaum eine als Waffe taugt, glauben sie, dass es eher für einen Agenten als für den Einsatz auf dem Schlachtfeld gedacht ist. Sie finden aber schließlich noch eine Einstellung, bei der das Gerät einen Strahl aussendet, der Materie in Energie umwandelt. Sie erzeugen damit in großer Entfernung eine gewaltige Explosion und sind sich einig, dass diese Waffe auf keinen Fall in die Hände der Kzinti geraten darf. Die Explosion löst jedoch einen heftigen Sturm aus, wodurch es den Kzinti gelingt, sie erneut gefangen zu nehmen. Die Kzinti finden eine Einstellung, durch die sie mit dem Gerät kommunizieren können. Ohne den richtigen Code will es aber keine Informationen über die Slaver preisgeben. Es erklärt den Kzinti aber, wie die letzte Einstellung wiederhergestellt werden kann. Spock fällt auf, dass die Waffe nun ganz anders aussieht als bei ihrem letzten Test. Er und Sulu vermuten, dass die Waffe bemerkt hat, dass sie in fremde Hände geraten ist, und möglicherweise die Selbstzerstörung aktiviert hat. Tatsächlich kommt es beim nächsten Test außerhalb des Schiffs zu einer gewaltigen Explosion. Die Waffe hat sich selbst und die Kzinti in die Luft gesprengt. Spock ist erleichtert, dass die Waffe zerstört ist, denn sonst würden weitere Völker versuchen, sie in ihren Besitz zu bringen. Gemeinsam mit Sulu und Uhura kehrt er zur Copernicus zurück.

## Besonderheiten

### Verbindungen zu anderen Star-Trek-Produktionen
Das Volk der Kzinti hat hier seinen ersten wesentlichen Auftritt in Star Trek. Zuvor wurden sie bereits in der Folge Das Superhirn von Die Enterprise erwähnt. In der Folge Die Zeitfalle war zudem eine Hintergrundfigur zu sehen, bei der es sich um einen Kzinti handeln könnte. Die Kzinti sind das einzige Volk, das nicht direkt für Star Trek erfunden wurde. Drehbuchautor Larry Niven übernahm sie aus den Geschichten des von ihm erdachten Known Space- bzw. Ringwelt-Universums. In den folgenden Filmen und Serien wurde die Spezies weitgehend ignoriert. Erst 2020 wurden die Kzinti in Star Trek: Picard wieder erwähnt. In der 2020 gestarteten animierten Serie Star Trek: Lower Decks dient ein Angehöriger dieser Spezies als Sternenflotten-Offizier an Bord der USS Cerritos.
Sulu erwähnt, dass die Kzinti vier Kriege gegen die Menschheit geführt haben, von denen der letzte 200 Jahre zurückliegt. Diese Aussage lässt sich nur schwer mit der erst später etablierten Chronologie der Star-Trek-Serien und -Filme in Einklang bringen. Die genaue Handlungszeit der Serie stand während der Produktion noch nicht fest. Später wurde etabliert, dass die erste Staffel von Die Enterprise im Jahr 2269 spielt. Der letzte Krieg mit den Kzinti müsste daher um 2069 stattgefunden haben. Gemäß dem Film Star Trek: Der erste Kontakt von 1996 hatte die Menschheit aber erst 2063 ihren ersten offiziellen Kontakt mit einer außerirdischen Spezies (den Vulkaniern).
Im Film Star Trek VI: Das unentdeckte Land von 1991 sind der Planet Kzin das Beta-Lyrae-Sternensystem auf einer Sternenkarte verzeichnet.
Das Geheimnis der Stasis-Box ist die einzige Folge der Serie sowie die erste Star-Trek-Folge überhaupt, in der die Enterprise nicht vorkommt.

### Besonderheiten der deutschen Synchronfassung
Im deutschen Vorspann der Folge wird ihr Titel fälschlich mit „Das Geheimnis von St. Box“ angegeben.

## Produktion

### Drehbuch
Das Drehbuch zu Das Geheimnis der Stasis-Box basiert auf Larry Nivens 1967 veröffentlichter Kurzgeschichte The Soft Weapon. Die Handlung wurde weitgehend unverändert übernommen. Nur die Hauptfiguren wurden gegen die Star-Trek-Charaktere Spock, Sulu und Uhura ausgetauscht und einige weitere Eigennamen wurden abgeändert.

### Sprecher und Figuren
Das Geheimnis der Stasis-Box ist die einzige Folge von Die Enterprise, in der Captain James T. Kirk (William Shatner) und Lt. Cmdr. Montgomery Scott (James Doohan) keinen Auftritt haben. Es ist zudem die erste Star-Trek-Produktion seit dem Pilotfilm Der Käfig von 1965 und bis zum Start der Serie Raumschiff Enterprise – Das nächste Jahrhundert im Jahr 1987 auch die einzige, in der Kirk nicht vorkommt.

## Adaptionen
Alan Dean Foster schrieb eine Romanfassung von Das Geheimnis der Stasis-Box, die auf Englisch erstmals 1978 erschien. Die deutsche Übersetzung erschien 1993.

## Rezeption
Charlie Jane Anders führte Das Geheimnis der Stasis-Box 2014 auf gizmodo.com in einer Liste der 100 besten bis dahin ausgestrahlten Star-Trek-Folgen auf Platz 64.
Wes Huntington führte Das Geheimnis der Stasis-Box 2016 auf msureporter.com in einer Liste der zehn besten Folgen von Die Enterprise auf Platz 6.
James Whitbrook führte Das Geheimnis der Stasis-Box 2020 auf gizmodo.com.au als eine der zehn wichtigsten Folgen von Die Enterprise.
Ryan Britt führte Das Geheimnis der Stasis-Box 2020 auf syfy.com in einer Liste der fünf besten Folgen von Die Enterprise auf Platz 2.
Jack Kiely führte Das Geheimnis der Stasis-Box 2023 auf whatculture.com in einer Liste der zehn wichtigsten Folgen von Die Enterprise auf Platz 5.